# Administración local (España)
En España, la administración local es el conjunto de administraciones públicas que gestionan las provincias y municipios principalmente; ambos entes de carácter territorial. Existen otras administraciones locales, como son las mancomunidades, las comunidades de villa o las comarcas; unas territoriales, otras no. La Constitución española de 1978 en su título VIII estableció un Estado organizado territorialmente en comunidades autónomas, provincias y municipios. Cada una de estas entidades goza de autonomía para la gestión de sus respectivos intereses.

## Entes
De acuerdo con la Ley Reguladora de las Bases del Régimen Local (LRBRL), Ley 7/1985, de 2 de abril, modificada por la Ley 27/2013, de 27 de diciembre, de racionalización y sostenibilidad de la Administración local (LRSAL), los distintos entes que integran la Administración Local son:

### De existencia obligatoria
- El municipio (artículo 140 de la CE). La Constitución garantiza la autonomía de los municipios, con plena personalidad jurídica. El Ayuntamiento realizará el gobierno y la administración, a través del alcalde y concejales.
- La provincia (artículo 141.1 de la CE). El Art 31 de la LBRL, indica que es una entidad local determinada por la agrupación de municipios, con personalidad jurídica propia, con plena capacidad para el cumplimiento de sus fines, el Gobierno y la administración le corresponde a la Diputación, formada por el presidente, el vicepresidente, el Pleno y la Comisión de Gobierno.
- La "isla". En el caso de las islas, las diputaciones provinciales están disueltas; en su lugar el Gobierno y Administración se circunscribe a la isla en torno a los consejos insulares (Baleares) y los cabildos insulares (Canarias).

### De existencia opcional
- La comarca, agrupación de varios municipios.
- El área metropolitana, agrupación de núcleos urbanos de varios municipios.
- La mancomunidad, asociación de municipios para fines concretos.

### Ya no son entidades locales
La LRSAL ha suprimido las siguientes entidades locales.
- El Consorcio, asociación de municipios con otra Administración Pública no municipal. Normalmente la asociación suele ser con una Diputación, una comunidad autónoma o el Estado, y también pueden participar entidades privadas.

Son ahora entes públicos de creación y extinción voluntaria, regulados por la Ley 40/2015, de 1 de octubre, de Régimen Jurídico del Sector Público.
- La entidad de ámbito territorial inferior al municipio, de carácter intermunicipal.
- Entidades de rango inferior al municipio, que reciben diferentes nombres según las zonas, como caseríos o cortijadas, parroquias, aldeas, señoríos, anteiglesias, concejos, pedanías, lugares y anejos.

En estos dos últimos casos, en virtud de las disposiciones transitorias de la LRSAL, subsisten como entidades locales las entidades menores existentes al momento de la entrada en vigor de la Ley que hubieran presentado sus cuentas, ante la autoridad competente del Estado o de la comunidad autónoma, antes del 31 de diciembre de 2014, y las que hubieran iniciado su constitución antes del 1 de enero de 2013.
La Administración Local en España está regulada, además de por la citada LRBRL y sus reglamentos de desarrollo, por el texto refundido de las Disposiciones legales vigentes en materia de Régimen Local, aprobado por el Real Decreto Legislativo 781/1986, de 18 de abril, el texto refundido de la Ley reguladora de las Haciendas Locales, aprobado por Real Decreto Legislativo 2/2004, de 5 de marzo, y por las leyes autonómicas respectivas.

## Legislación básica del Estado
La Legislación básica del Estado en el ámbito de la de la Administración local, es la siguiente:
| Fecha      | Normativa                         | Denominación | Enlace |
| ---------- | --------------------------------- | --- | ------ |
| 02/04/1985 | Ley Orgánica 7/1985               | Ley reguladora de las Bases de Régimen Local (LRBRL) | ACCESO |
| 05/12/2018 | Ley Orgánica 3/2018               | Ley Orgánica de Protección de Datos Personales y garantía de los derechos digitales | ACCESO |
| 18/04/1986 | Real Decreto Legislativo 781/1986 | Texto Refundido de las disposiciones legales vigentes en materia de Régimen Local. | ACCESO |
| 05/03/2004 | Real Decreto Legislativo 2/2004   | Texto Refundido de la Ley Reguladora de las Haciendas Locales | ACCESO |
| 08/11/2017 | Ley 9/2017                        | Ley de Contratos del Sector Público, por la que se transponen al ordenamiento jurídico español las Directivas del Parlamento Europeo y del Consejo 2014/23/UE y 2014/24/UE, de 26 de febrero de 2014 (LCSP). | ACCESO |
| 17/06/1955 | Decreto                           | Reglamento de Servicios de las Corporaciones Locales. | ACCESO |
| 13/06/1986 | Real Decreto 1372/1986            | Reglamento de Bienes de la Entidades Locales. | ACCESO |
| 28/11/1986 | Real Decreto 2568/1986            | Reglamento de Organización, Funcionamiento y Régimen Jurídico de las Entidades Locales. | ACCESO |
| 03/11/2003 | Ley 33/2003                       | Ley de Patrimonio de las Administraciones Públicas (LPAP). | ACCESO |
| 09/12/2013 | Ley 19/2013                       | Ley de transparencia, acceso a la información pública y buen gobierno | ACCESO |
| 01/10/2015 | Ley 39/2015                       | Ley de Procedimiento Administrativo Común de las Administraciones Públicas (LPACAP) | ACCESO |
| 01/10/2015 | Ley 40/2015                       | Ley de Régimen Jurídico del Sector Público (LRJAP) | ACCESO |
| 19/06/1985 | Ley Orgánica 5/1985               | Ley Orgánica del Régimen Electoral General (LOREG) | ACCESO |